# Muzică de cameră

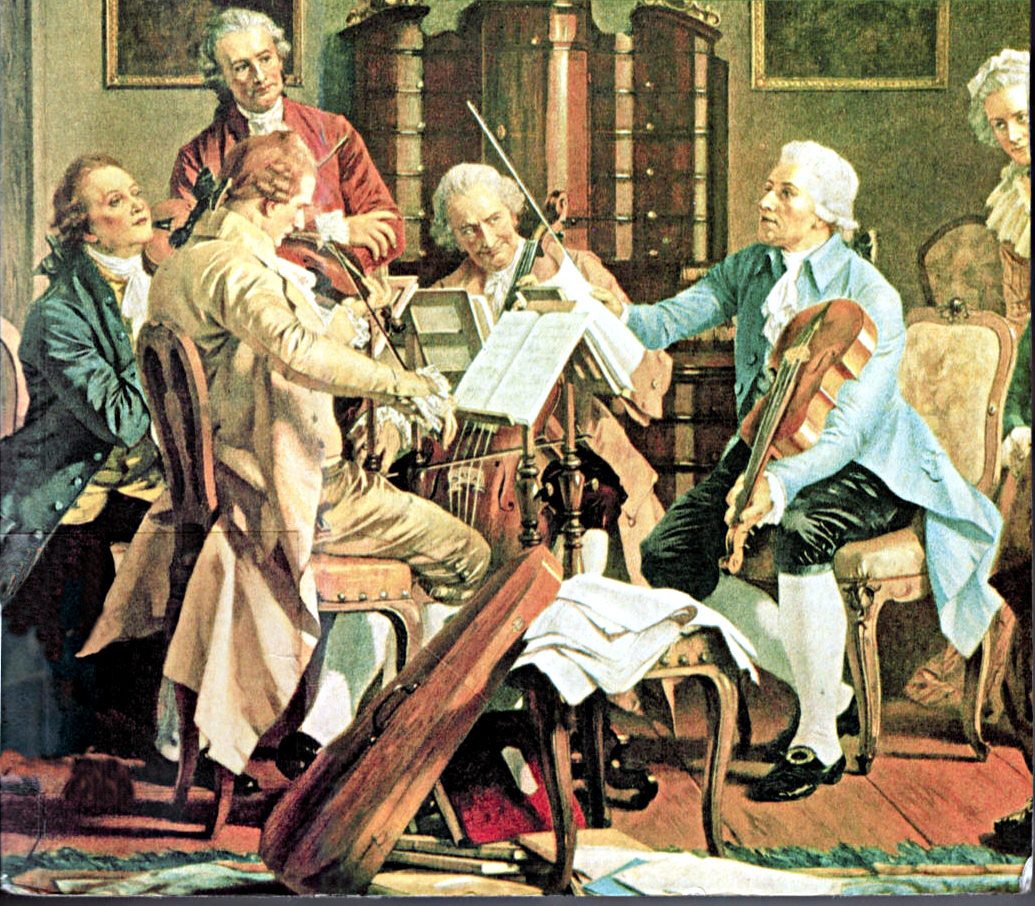
Joseph Haydn cântând un cvartet

Muzică de cameră se numește o compoziție muzicală pentru un număr restrâns de instrumente, care a apărut odată cu Renașterea, ca formă a muzicii culte, și se execută fără dirijor.
Conceptul de muzică de cameră a evoluat de-alungul timpului. În secolul al XVI-lea, termenul cuprindea toate lucrările muzicale laice (da camera) spre a le deosebi de cele religioase (da chiesa). În secolul al XVII-lea, termenul "camera" însemna apartamentele personale ale regelui, iar muzica de cameră era muzica interpretată la curtea regelui. Muzica de cameră a evoluat apoi spre divertismentul marilor seniori, capabili să întrețină formații la curte, dar a fost interpretată și pentru desfătarea familiilor modeste, care practicau ele însele muzica. În accepțiunea actuală, muzica de cameră include lucrările scrise pentru formații al căror efectiv cuprinde între două (duo) și zece (dixtuor) instrumente. De exemplu, George Enescu a compus un Dixtuor pentru instrumente de suflat.
În funcție de numărul interpreților, orchestra de cameră se numește duo, trio, cvartet, cvintet, sextet, septet, octet, nonet. 
De regulă, o astfel de orchestră constă din instrumente cu coarde, la care uneori, se adaugă și instrumente de suflat, în special flaut, oboi sau clarinet. Ansamblurile standard includ trioul de coarde (vioară, violă și violoncel), cvartetul de coarde (două viori, violă, violoncel), cvintetul de coarde (două viori, două viole și violoncel), trioul de pian (pian, vioară, violoncel) sau cvartetul de pian (pian, vioară, violă, violoncel).
La Conservatorul din București, prima clasă de muzică de cameră a fost înființată în anul 1900.